# Херіберт Брюхаген
Геріберт Брюхгаґен (нім. Heribert Bruchhagen; нар. 4 вересня 1948, Дюссельдорф-Дерендорф) — з 1 грудня 2003 року виконавчий голова німецького футбольного клубу Айнтрахт.
З 1988 до 1992 року він був генеральним менеджером в Шальке 04. З 1992 до 1995 року він обіймав ту ж посаду в ФК Гамбург, а з 1998 до 2001 року в клубі Армінія (Білефельд).
Як польовий гравець грав за DJK Гютерсло (з 1974 по 1976) і забив 6 голів.
з 1977 до 1986 року в Місті Галле, Вестфалія Херіберт вивчав спорт і географію.
У серпні 2007 року його обрали до виконавчої ради Бундесліги. Брюхаген широко відомий своїми красномовними інтерв'ю, часто критикуючи комерціалізацію в сучасному футболі і закликав не вагатися і діяти проти таких людей як Карл-Гайнц Румменіґґе.